# Hendecasis fulviplaga
Hendecasis fulviplaga là một loài bướm đêm trong họ Crambidae.